# Tomás de Torquemada
« Torquemada » redirige ici. Pour les autres significations, voir Torquemada (homonymie).
Tomás de Torquemada [toˈmas ðe toɾkeˈmaða], né le 14 octobre 1420 à Valladolid ou Torquemada, dans le royaume de Castille, et mort le 16 septembre 1498 à Ávila, en Castille-et-León, est un dominicain castillan du XVe siècle, resté célèbre pour son rôle en tant qu'inquisiteur général de l'Inquisition espagnole à la fin du XVe siècle.
Nommé en 1483 par les Rois catholiques Isabelle de Castille et Ferdinand II d'Aragon, il est chargé de diriger l'institution créée pour défendre la pureté de la foi catholique dans la péninsule Ibérique.
Sous son autorité, l'Inquisition espagnole se renforce et se centralise, faisant preuve d'une rigueur qui a marqué l'histoire de l'institution. Il utilise des méthodes telles que la torture pour obtenir des aveux, ce qui lui vaut la réputation d'un homme inflexible et impitoyable. La période de Torquemada se caractérise par des persécutions religieuses intensifiées et un contrôle étroit des pratiques religieuses et des croyances, avec une attention particulière portée aux conversos et aux morisques (juifs et musulmans convertis au christianisme), soupçonnés de conserver secrètement leurs anciennes pratiques.
Torquemada est également associé à l'édit d'expulsion des Juifs de Castille et d'Aragon en 1492, qui vise à éliminer toute influence religieuse non chrétienne du royaume espagnol. Sa politique de répression religieuse laisse une empreinte durable dans l'histoire espagnole, et il est aujourd'hui considéré comme un symbole de l'intolérance religieuse de l'époque. Sa figure controversée illustre les excès de l'Inquisition et les conflits religieux de la fin du Moyen Âge, qui continuent de susciter des débats sur l'impact de ses actions dans l'histoire espagnole et catholique.

## Biographie

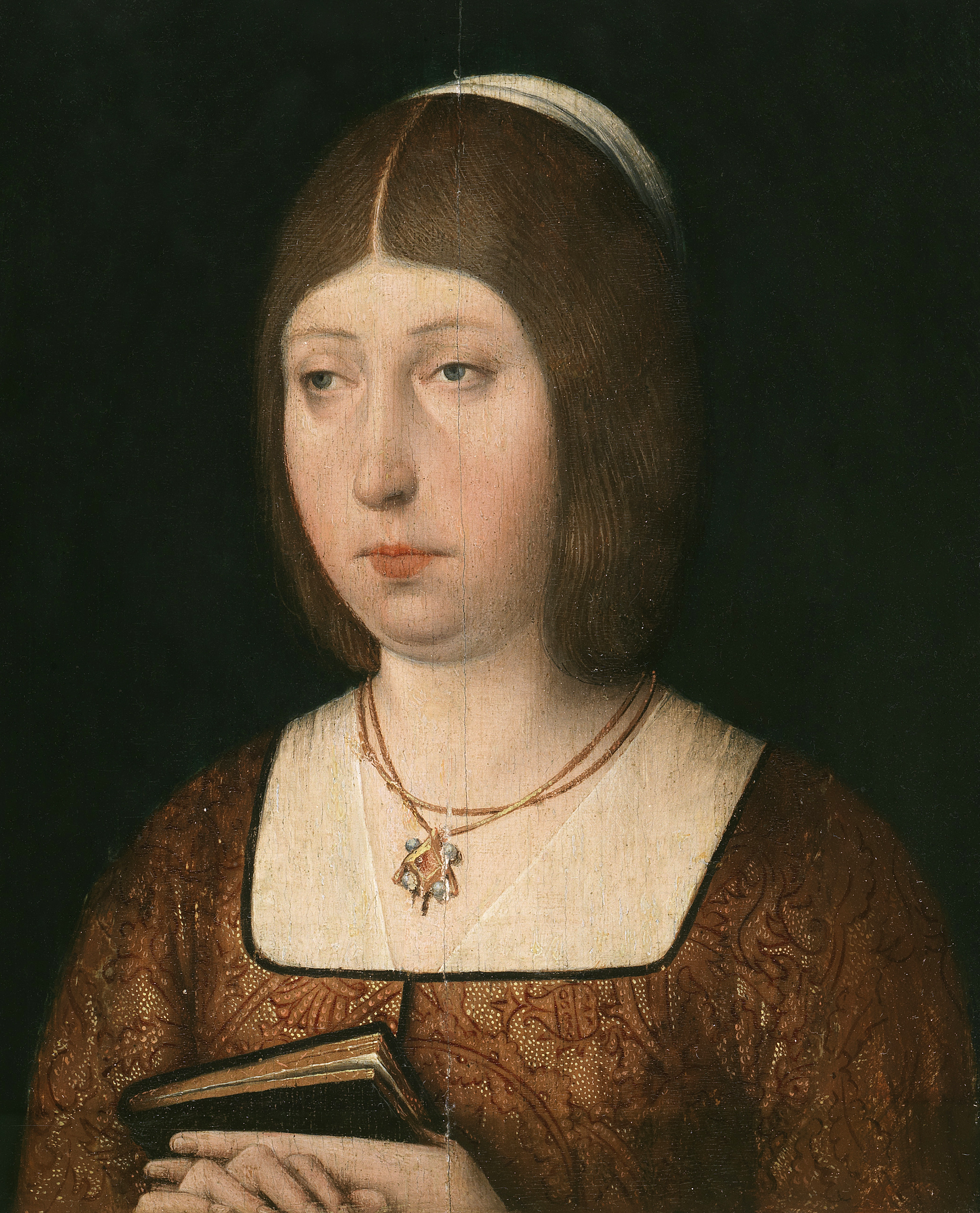
Isabelle de Castille.

Tomás de Torquemada est né en 1420 à Torquemada, localité du royaume de Castille, ou bien dans la ville voisine de Valladolid, où il grandit. Comme son oncle, le cardinal et théologien pontifical, Juan de Torquemada, il devint frère dominicain dans le couvent San Pablo de Valladolid. Contrairement à ce qui est souvent répété, Tomás de Torquemada n'est pas issu d'une famille de conversos. Il est issu de la famille des Turre-Cremata,.
Il fut nommé, à 32 ans, prieur du couvent de Santa Cruz à Ségovie, fonction qu'il occupa de 1452 à 1474.
Connu pour son austérité, sa dévotion et son érudition, il devint confesseur de la princesse Isabelle, Infante de Castille, alors qu'elle n'était encore qu'une enfant. Il entreprit de lui inculquer le devoir qu'elle aurait, en tant que future souveraine, de défendre l'unité religieuse du royaume, et le bénéfice politique qu'elle pourrait en retirer.
À Valladolid, en 1469, Isabelle épousa Ferdinand, qui allait devenir dix ans plus tard, en 1479, le roi Ferdinand II d'Aragon. Elle fut couronnée reine de Castille en 1474. Bien que Torquemada fût très proche des souverains, devenant également confesseur du roi, il refusa les postes honorifiques qui lui étaient proposés, comme le riche évêché de Séville, et se contenta d'une fonction de conseiller. En grande partie à son instigation, ceux que l'on surnommera « les rois catholiques » décidèrent de mener une politique religieuse coercitive, au nom de l'unité de l'Espagne. Ils convainquirent le pape Sixte IV de réorganiser les tribunaux d'Inquisition en Espagne, et de les placer sous le contrôle exclusif de la Couronne.
Il occupa la fonction d'Inquisiteur Général d'Espagne pendant quinze ans jusqu'à sa mort en 1498, s'acquittant de sa mission avec un zèle redoutable et une détermination implacable. Sous son autorité, environ 100 000 cas non Juifs sont examinés par l'Inquisition espagnole et 2 000 condamnations à mort prononcées. 
Avec l'aide de légistes, il rédigea un « code de l'inquisiteur » de vingt-huit articles qu'il promulgua le 29 novembre 1484 à l'occasion de l'assemblée générale des inquisiteurs à Séville. Il aura travaillé jusqu'à sa mort à affiner ce code en fonction de l'expérience acquise (ces règles sont regroupées dans un code de procédure unique : les Compilación de las instrucciones del oficio de la Santa Inquisición).
Torquemada joua également un rôle politique décisif notamment dans la Reconquista de l'Espagne musulmane, ainsi que dans la persécution et l'expulsion des Juifs d'Espagne, décidée par les rois catholiques le 31 mars 1492.
À la fin de sa vie, il se retira au couvent Saint-Thomas d'Ávila, qu'il avait fait construire, reprenant la simple vie de frère, tout en continuant d'occuper la fonction de Grand Inquisiteur et de réfléchir aux meilleures règles pour conduire et encadrer l'Inquisition. Il reçut à plusieurs reprises la visite des souverains (et se rendit à Salamanque en octobre 1497 pour être aux côtés du prince Don Juan mourant et réconforter le roi et la reine).
Encore assez actif jusqu'en 1496, ses dernières années furent marquées par des crises de goutte. En 1498, il présida la dernière assemblée générale des inquisiteurs. Il mourut le 16 septembre de la même année non sans avoir combattu le pape Alexandre VI qui voulait reprendre la main sur l'Inquisition et qui finit par nommer dès 1494, avançant l'excuse de son grand âge, quatre assistants avec des pouvoirs comparables.

## Torquemada et l'Inquisition espagnole

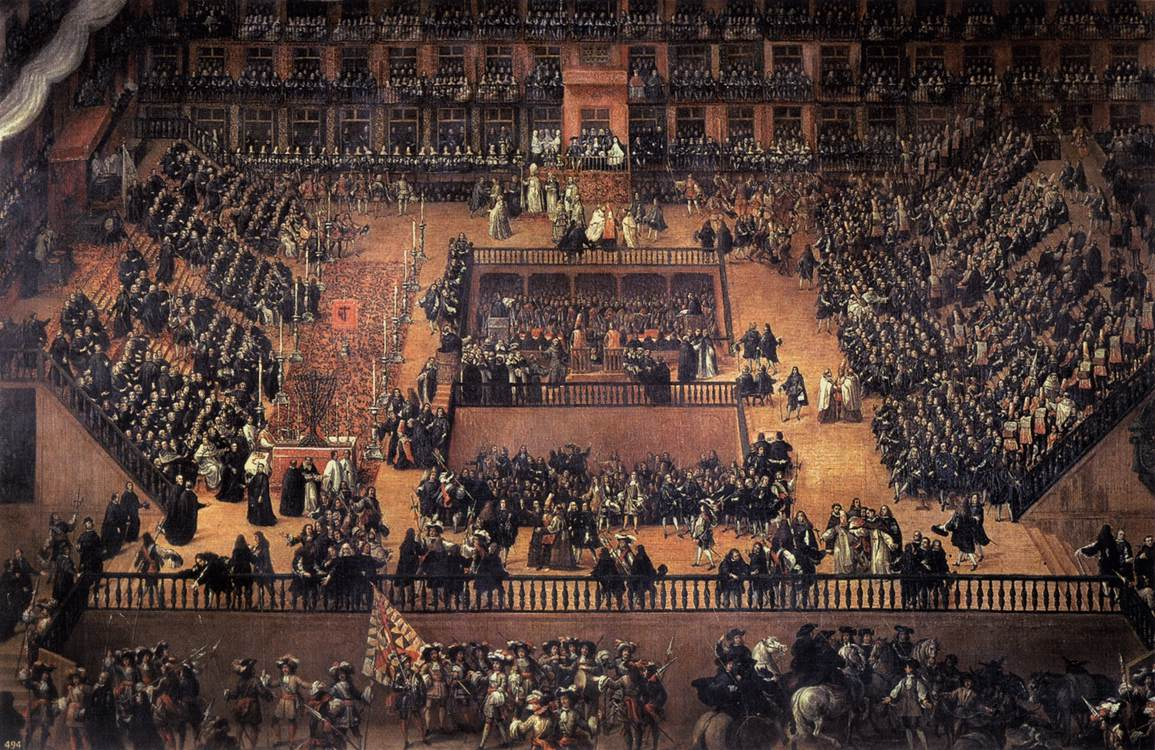
Autodafé sur la Plaza Mayor de Madrid, Francisco Ricci, 1683.

Depuis le 1er novembre 1478, le controversé, pape Sixte IV, avait autorisé les « Rois Catholiques » (Reyes Católicos) à choisir les inquisiteurs sur leurs terres, en Castille. Ainsi, le 11 février 1482, Torquemada fut un des cinq nouveaux inquisiteurs validés par Sixte IV, responsable de la Castille.
Ferdinand devenant roi d'Aragon en 1479, il dut batailler auprès du Saint-Siège afin d'obtenir de semblables prérogatives en Aragon. Finalement, le 14 octobre 1483, Sixte IV accorda à Torquemada, devenu entre-temps Inquisiteur Général (ou Grand Inquisiteur, Inquisidor General) de Castille (le 2 août), la même charge suprême en Aragon. Celle-ci fut étendue à la Catalogne en 1486.
En 1483, Ferdinand institua le Conseil de l'Inquisition Suprême et Générale ou « Conseil Royal de l'Inquisition » (abrégé la Suprema), dont le Grand Inquisiteur, Torquemada, était président de droit. Bien que sous l'autorité théorique des monarques espagnols, le Grand Inquisiteur, en tant que représentant du Pape, avait la haute main sur l'ensemble des tribunaux inquisitoriaux et pouvait déléguer ses pouvoirs à des inquisiteurs de son choix, qui étaient responsables devant lui. La fonction de Grand Inquisiteur était la seule fonction publique dont l'autorité s'étendait à tous les royaumes composant l'Espagne, constituant ainsi un relais utile pour le pouvoir des souverains.
Pendant ses quinze années en tant que Grand Inquisiteur, Torquemada a donné à l'Inquisition espagnole une importance et une puissance sans précédent.
À partir d'un simple tribunal à Séville en 1481, un réseau de tribunaux inquisitoriaux (« Saint-Offices ») fut développé à travers le pays, certains permanents, d'autres itinérants, permettant de mailler le territoire — notamment à Cordoue, Ciudad Real (transféré peu après à Tolède), Valladolid, Ávila, Jaén pour la Castille et Saragosse, Valence, Barcelone, et Majorque pour le royaume d'Aragon. Après Torquemada, d'autres tribunaux seront encore créés, notamment dans les nouvelles possessions américaines de l'Espagne.
Par ailleurs, la confiscation des biens des « hérétiques » (ou déclarés tels) au profit exclusif de l'Inquisition procura à celle-ci une très grande richesse — et donc un pouvoir et des moyens d'action encore plus étendus. Ce fut d'ailleurs une source de tensions avec les souverains Isabelle et Ferdinand, pourtant mandants de Torquemada, qui avaient espéré qu'une partie de cet argent viendrait alimenter le trésor public. Il fallut l'intervention du pape Alexandre VI pour que l'Inquisition espagnole consentît à se déposséder d'une partie de son butin.

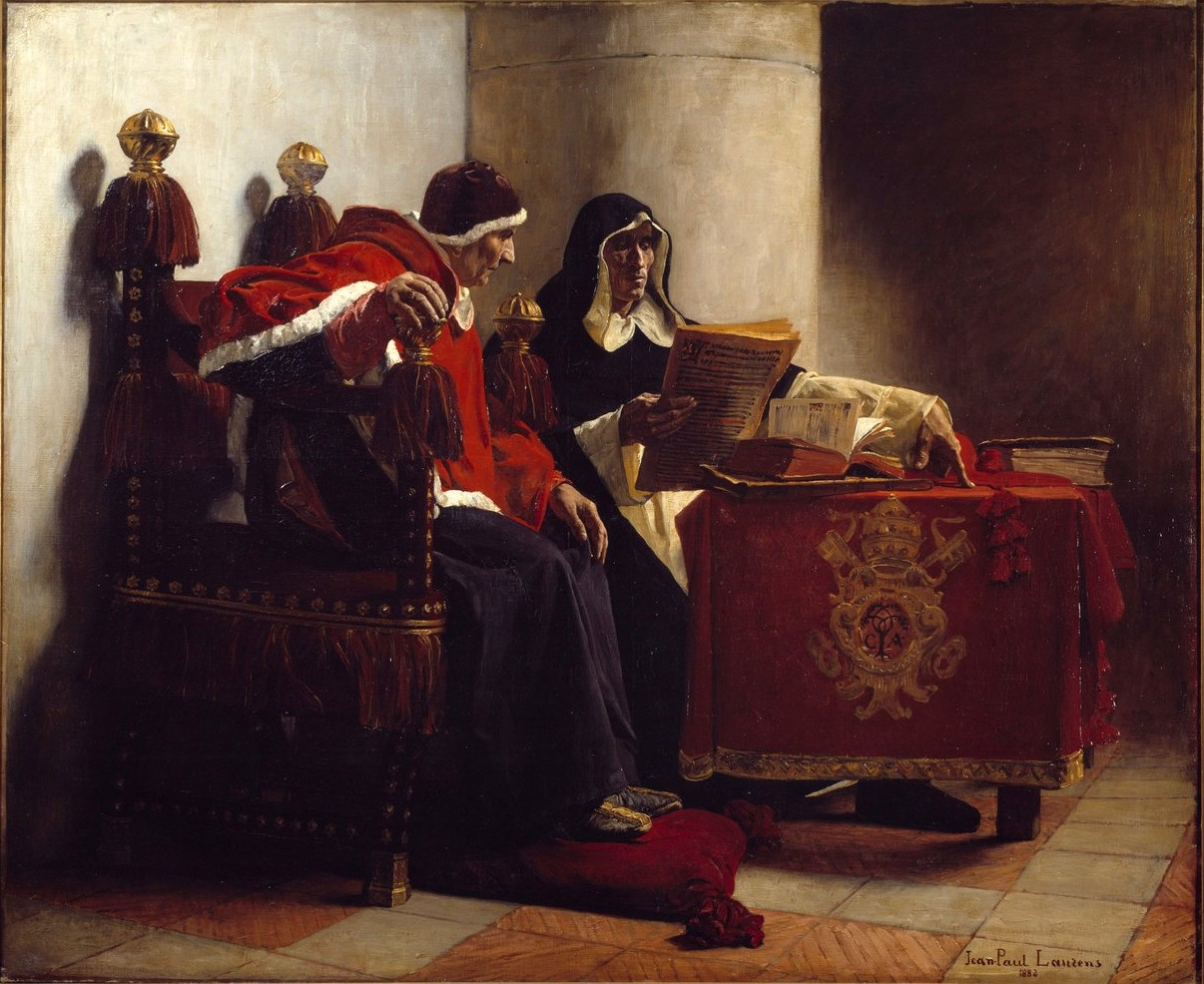
Le pape et l'inquisiteur, montrant Torquemada près du pape Sixte IV, J-P. Laurens, 1882.

Initialement, la mise en place de l'Inquisition suscita des résistances, aussi bien parmi les nobles que parmi les gens ordinaires, en particulier dans le royaume d'Aragon (ou la plupart des inquisiteurs étaient castillans, donc considérés comme étrangers) allant jusqu'à provoquer des révoltes, notamment à Valence et à Lerida (il y eut également de violentes réactions anti-espagnoles lorsque Ferdinand tenta d'imposer l'Inquisition dans les possessions espagnoles en Italie). Mais le pouvoir de Torquemada se trouva encore renforcé après le meurtre de l'inquisiteur Pedro de Arbués à Saragosse en 1485, qu'on attribua à des hérétiques et aux Juifs, ainsi que par le meurtre rituel imaginaire du Santo Niño de La Guardia (« le Saint Enfant de la Guardia ») en 1490, dont les Juifs furent injustement accusés.
Le pouvoir de l'Inquisition sur la vie des Espagnols était immense. Chaque âme chrétienne âgée de plus de douze ans (pour les filles) ou de quatorze ans (pour les garçons) était pleinement responsable devant elle. Les hérétiques (ou déclarés tels) et les conversos (juifs et musulmans convertis mais restés secrètement fidèles à leur ancienne foi) étaient les premières cibles, mais toute personne critique de l'Inquisition était considérée comme suspecte.
L'Inquisition, sous la houlette de Torquemada, se caractérisa par son manque de pitié et sa brutalité. La dénonciation anonyme était une pratique courante. Cependant (selon l'historien Stephen Haliczer), les tribunaux de l'Inquisition étaient plus cléments et moins brutaux que les tribunaux laïcs en Espagne et en Europe pendant la Renaissance. Par exemple, l'utilisation de la torture était une pratique très marginale (2 % dans la région de Valence) et elle ne pouvait durer plus de quinze minutes. Les « formes » étaient cependant respectées — même si aujourd'hui ces subtilités peuvent nous apparaître hypocrites ou simplement absurdes : l'Église n'ayant pas le droit de verser le sang, ou de créer un dommage permanent au corps (broyage de membres ou mutilations), des tortures « adaptées » étaient employées lors de la Question destinée à extorquer des aveux aux suspects (par exemple, le supplice de l'eau) ; de la même manière, l'Église n'avait pas formellement le droit de donner la mort et les personnes condamnées pour les crimes d'hérésie jugés les plus graves (notamment les relaps) étaient remises au « bras séculier » (l'autorité civile) pour être exécutées par le feu ou par d'autres méthodes (pendaison…).
Craignant pour sa vie, et également pour impressionner et intimider, Torquemada se déplaçait en compagnie d'une escorte de 40 cavaliers et 200 soldats à pied.
Le caractère sommaire des jugements rendus par les tribunaux inquisitoriaux espagnols, la brutalité des méthodes employées choquèrent en Espagne comme à l'extérieur du royaume. Ainsi, le pape Sixte IV lui-même, pourtant connu pour sa grande sévérité à l'égard des Juifs,, dès 1481, écrivit « pour se plaindre de la trop grande rigueur des inquisiteurs de Séville » :

« Sans tenir compte des prescriptions juridiques, ils ont emprisonné nombre de personnes en violation des règles de justice, leur infligeant des tortures sévères et leur imputant, sans le moindre fondement, le crime d'hérésie, confisquant leurs biens à ceux qu'ils condamnaient à mort, si bien que pour fuir une telle rigueur un grand nombre d'entre eux se sont réfugiés auprès du Siège Apostolique, en protestant de leur orthodoxie. »

Rome recevait un flot constant de demandes de réhabilitation émanant de personnes condamnées par les tribunaux inquisitoriaux espagnols ou de leurs familles, et, par trois fois, Torquemada dut envoyer un émissaire auprès du Saint-Siège pour se justifier sur ses pratiques.

## Guerre contre les musulmans et persécution des Juifs

### La Reconquista

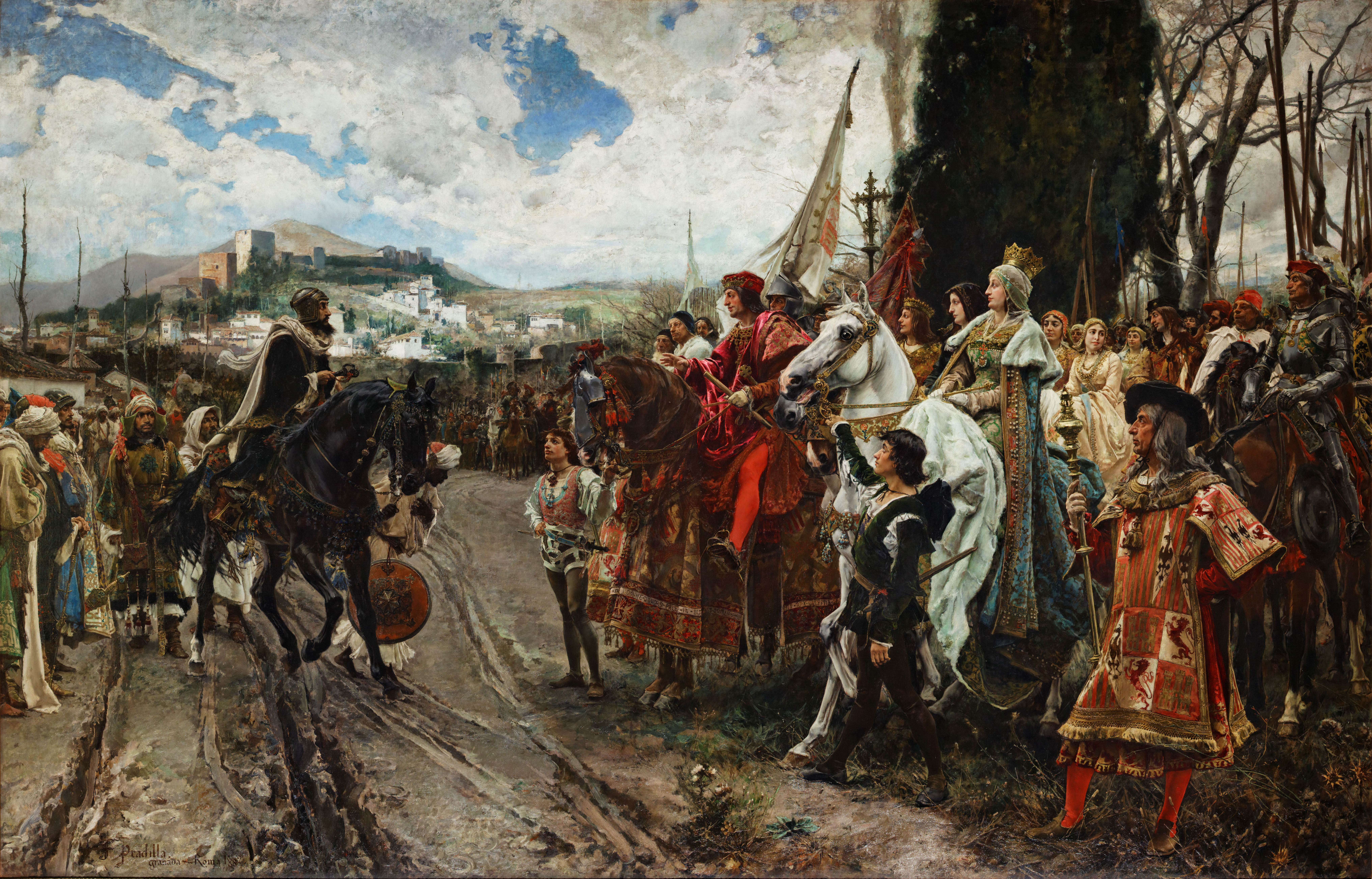
La capitulation de Grenade, par Francisco Padilla : Boabdil devant Ferdinand et Isabelle.

Torquemada attribuait la confusion dans laquelle se trouvait l'Espagne à la complaisance envers les « infidèles » et aux étroites relations entre ceux-ci et les chrétiens, au nom du commerce[réf. nécessaire].
L'historien espagnol Juan de Mariana (1536-1624) soutient que la refondation de l'Inquisition, en conférant une nouvelle dynamique à l'idée d'un royaume unifié, a rendu le pays plus capable de mener à bien sa guerre contre les Maures. Cette version est évidemment à prendre avec du recul étant donné que l'auteur travaillait lui-même sous la menace de l'Inquisition.
Torquemada pesa de tout son poids pour convaincre les souverains de la nécessité d'achever la reconquête de l'Espagne sur les royaumes musulmans. La prise de Zahara par l'ennemi en 1481 fournit l'occasion de représailles. Torquemada apporta un soutien indéfectible à Isabelle et Ferdinand tout au long de la campagne de Reconquista, qui s'apparentait pour lui à une guerre sainte. Finalement, il sera aux côtés des Rois catholiques lors de leur entrée en vainqueurs dans Grenade le 2 janvier 1492, qui marquera la fin de la présence musulmane en Espagne. Il fondera un couvent de son ordre (les dominicains) dans cette ville.

### Persécution des Juifs et des musulmans

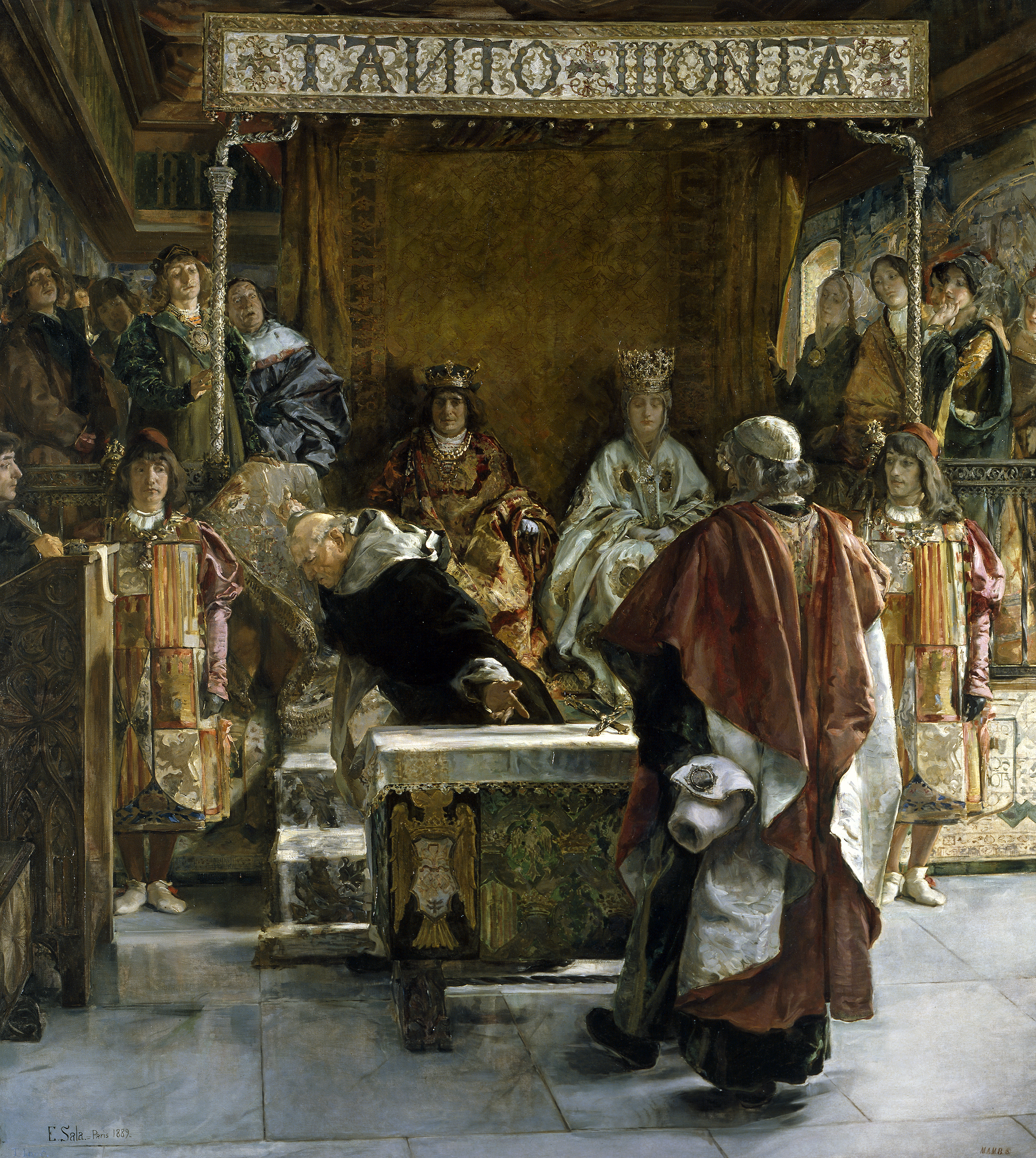
Expulsion des Juifs d'Espagne (1492), Emilio Sala y Francés, 1889 : Torquemada offre aux rois catholique l'édit d'expulsion des Juifs d'Espagne contre leur signature.

Théoriquement, l'Inquisition n'avait autorité que sur les chrétiens baptisés, mais dans les faits Torquemada considéra la lutte contre les « infidèles » l'une de ses missions principales[réf. nécessaire].
Les conversos — ceux, essentiellement des juifs, qui s'étaient convertis au christianisme, plus ou moins sous la contrainte, mais qui étaient soupçonnés de ne pas être sincères ou d'être secrètement revenus au judaïsme — furent l'une des cibles prioritaires du zèle inquisiteur de Torquemada (les conversos étaient distingués entre marranes, pour ceux d'origine juive, et morisques, pour ceux d'origine musulmane). La lutte contre ces « faux chrétiens » (ou perçus comme tels) fut l'une des motivations majeures du renouveau de l'effort d'Inquisition, et ils en furent les principales victimes.
Torquemada fut l'un des principaux instigateurs du décret de l'Alhambra. Ce décret, édicté à son insistance, le 31 mars 1492 par Isabelle et Ferdinand, soit très peu de temps après la victoire de Grenade, donnait quatre mois aux juifs d'Espagne pour se convertir au christianisme ou quitter le pays (avec de considérables restrictions quant aux biens qu'ils pouvaient emporter avec eux). De surcroît, le mois suivant (avril), Torquemada donna des ordres interdisant tout contact entre les chrétiens et les juifs, sous peine de sévères sanctions, aboutissant à l'impossibilité de fait pour les exilés de vendre leurs biens avant leur départ, et conduisant à la saisie de ceux-ci par l'Inquisition.
Les immenses richesses ainsi confisquées depuis le début de l'Inquisition servirent notamment à financer à la fois la guerre de reconquête de Grenade et les différentes expéditions de Christophe Colomb qui put entreprendre son premier voyage dès le mois d'août 1492. La tradition espagnole rapporte qu'une délégation de représentants de la communauté des juifs d'Espagne, menée par le très influent Don Isaac Abravanel proposa au roi 300 000 ducats de « rançon » en échange de l'abolition de l'édit d'expulsion. Ferdinand hésitait à accepter l'offre, étant donné la place centrale qu'occupaient les juifs dans le commerce du pays. On raconte que Torquemada intervint personnellement devant le roi, tenant en main un crucifix, et s'exclamant : « Judas Iscariote a vendu le Christ pour 30 pièces d'argent et votre Excellence s'apprête à le vendre pour 300 000 ducats. Le voilà ; prenez-Le et vendez-Le ! ». Sur quoi il laissa le crucifix sur une table et quitta la pièce.
Pour empêcher la diffusion des hérésies, Torquemada ordonna qu'on brûlât les livres jugés non catholiques, en particulier les Talmuds juifs et, après la défaite finale des Maures à Grenade, également des livres arabes (conduisant à la disparition irrémédiable d'une grande partie des traces de l'histoire du pays de 711 à 1492). Ces cérémonies constituaient la forme originelle des auto de fe (qui prendront également par la suite la forme de cérémonies publiques de « réconciliation » des pécheurs avec l'Église ; l'exécution subséquente de ceux-ci — notamment par le feu, sur le bûcher — n'en faisait cependant « techniquement » pas partie).
Alors que certains acceptent cette conversion forcée, un grand nombre de juifs d'Espagne choisirent de quitter le pays à la suite du décret de l'Alhambra. Leur nombre n'est pas connu exactement. L'historien Juan de Mariana (1536-1624), qui écrit peu après l'événement, parle de 1 700 000, mais ce chiffre est considéré aujourd'hui comme beaucoup trop élevé. Il sera ramené par les historiens ultérieurs à 800 000. Aujourd'hui, on estime qu'entre 50 000 et 150 000 juifs ont choisi la conversion, et 150 000 à 200 000 autres l'exil. Quoi qu'il en soit, le préjudice pour l'Espagne fut considérable, et l'expulsion des juifs du royaume a été l'un des éléments déclencheurs du déclin commercial espagnol[réf. nécessaire].
Cet exil est à l'origine de la communauté ladino dans l'est méditerranéen (spécialement dans l'empire ottoman). Cette communauté continue à pratiquer le judéo-espagnol, variété archaïsante du castillan.

## Une figure emblématique et controversée

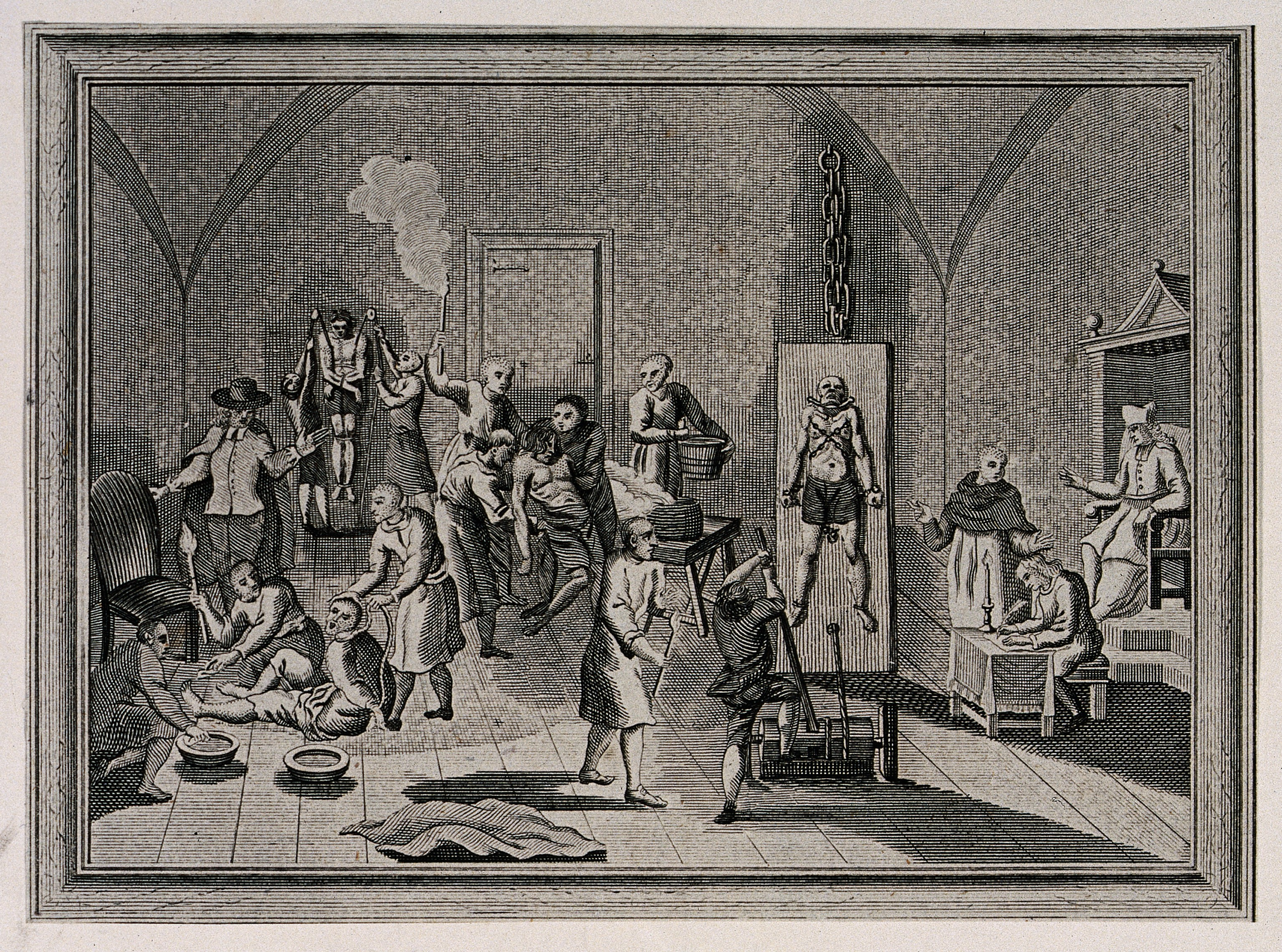
Torture des Espagnols Juifs

Torquemada est passé à la postérité comme l'un des symboles de l'intolérance et du fanatisme religieux. L'Encyclopædia Britannica écrit par exemple : « Son nom est devenu un symbole des horreurs de l'Inquisition, de l'intolérance religieuse et du fanatisme cruel ». Certains [Lesquels ?] travaux historiques tentent de nuancer l'horreur de l'action meurtrière de Torquemada, en voulant la replacer dans son contexte historique[réf. nécessaire].

### Bilan de l'Inquisition espagnole sous Torquemada
Si l'on compte en nombre de victimes, force est de constater que les premières années de l'Inquisition, menée notamment sous le commandement de Torquemada, ont été les plus sévères et les plus violentes de toute la période couverte par l'Inquisition de 1478 à 1834[réf. nécessaire].
Ainsi, dans son Histoire critique de l'Inquisition espagnole (1817-1818), Juan Antonio Llorente, ecclésiastique qui fut secrétaire général du Saint Office espagnol (l'Inquisition) et qui à ce titre a pu travailler sur les archives, a dénombré que durant le temps où Torquemada fut Grand Inquisiteur, 10 220 personnes furent brûlées, 6 860 autres condamnées à être brûlées en effigie, et 97 321 furent « réconciliées » avec l'Église.
Certains historiens, estiment à 2 000 personnes le nombre de personnes envoyées au bûcher, une grande majorité étant des conversos d'origine juive. Ce qui représente tout de même un crime qui est loin d'être négligeable — « en soi un horrible holocauste au principe de l'intolérance religieuse », selon les mots de l'Encyclopaedia Britannica.

### Défense de Torquemada

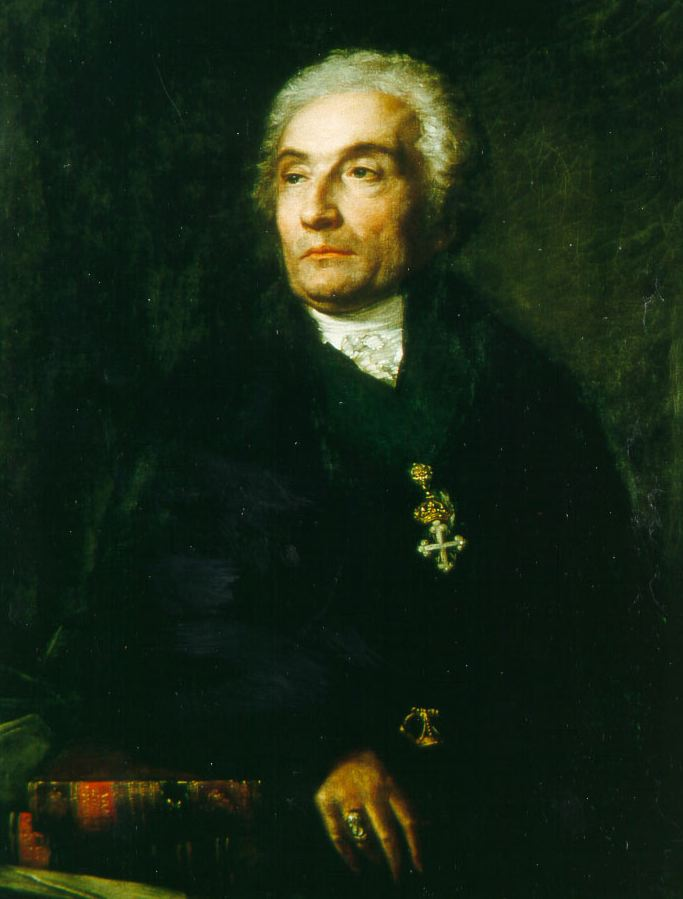
Joseph de Maistre.

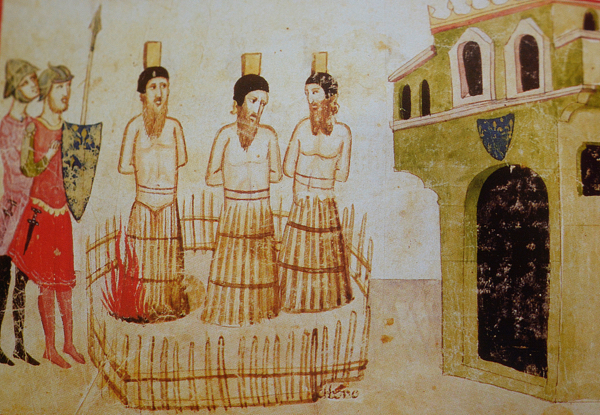
Meurtres de l'inquisition.

Des voix, en particulier à son époque, se sont élevées pour prendre la défense de Torquemada. Le chroniqueur espagnol Sebastián d'Olmedo l'a appelé « le marteau des hérétiques, la lumière de l'Espagne, le sauveur de son pays, l'honneur de son ordre ».
Le philosophe contre-révolutionnaire Joseph de Maistre, dans ses Lettres à un gentilhomme russe sur l'Inquisition espagnole (1815), avance sa vision de l'idée qu'il se fait de l'Inquisition, qui d'après lui fut instaurée par les souverains d'Espagne parce que l'existence même de la nation espagnole était menacée, en raison de la présence musulmane et de l'influence de la communauté juive espagnole. Il précise ce qui est d'après lui un axiome de l'action politique : « Jamais les grands maux politiques, jamais surtout les attaques violentes portées contre le corps de l'État, ne peuvent être prévenus ou repoussés que par des moyens pareillement violents ». Selon lui, l'action de Torquemada doit être mise en balance avec les dangers qui menacèrent le royaume : « Si vous pensez aux sévérités de Torquemada, sans songer à tout ce qu'elles prévinrent, vous cessez de raisonner ».
Par ailleurs, il existe un courant historique révisionniste moderne de l'histoire de l'Inquisition espagnole, mené notamment par l'historien britannique (en) Henry Kamen (voir Bibliographie). Ces historiens affirment qu'il existe une légende noire de l'Inquisition espagnole (et plus généralement de l'histoire espagnole des derniers siècles), peignant celle-ci sous un jour brutal et maléfique. Selon eux, cette légende noire serait en grande partie due à des intellectuels protestants, comme l'écrivain anglais John Foxe (1516-1587), qui, choqués par la répression dirigée contre les protestants, auraient noirci le trait à des fins de propagande contre l'Église catholique. Cette légende noire fut principalement diffusée par l'Angleterre et la Hollande, rivales politiques et commerciales de l'Espagne.
Alors que des milliers de juifs ont péri brûlés vifs lors de l'Inquisition espagnole, ces historiens estiment que l'inquisition n'était ni aussi puissante, ni aussi cruelle qu'on a bien voulu le dire. Ainsi par exemple, concernant la torture, ils prétendent qu'elle était la norme dans les tribunaux royaux espagnols, et lorsqu'elle y fut abolie, les tribunaux d'Inquisition y renoncèrent aussi. Les prisons de l'Inquisition étaient généralement d'un confort supérieur aux prisons civiles de l'époque (taille des cellules, fenêtres laissant passer la lumière…). Enfin, la peine de mort restait assez exceptionnelle, réservée aux personnes désignées comme des cas irrécupérables ou graves - en particulier les juifs considérés comme relaps.
Pour Jean Sévillia, « Torquemada n'est pas le fruit du catholicisme mais le produit d'une histoire nationale », eu égard au fait que l'Inquisition au XVe siècle évolua dans un contexte très particulier propre à l'Espagne d'alors.

### Une incarnation du fanatisme
Les défenseurs de Torquemada soulignent également son absolue dévotion aux causes qu'il soutenait - l'unité de l'Espagne et la pureté de la religion catholique. Il a bataillé ferme pour soustraire aux souverains les richesses considérables que le Saint Office obtenait en saisissant les biens des condamnés, et il a utilisé cet argent pour accroître encore l'efficacité et l'étendue des tribunaux inquisitoriaux, et pour ouvrir de nouveaux couvents de l'ordre dominicain. À la fin de sa vie, selon la légende, il aurait repris la vie dépouillée et austère de simple frère au couvent Saint-Thomas d'Ávila.
D'autre part, comme cela a été rappelé plus haut, le caractère intraitable de Torquemada et la brutalité de son action suscitèrent beaucoup d'incompréhension et de protestations, y compris de son vivant. Au point que, par trois fois, il dut envoyer un émissaire pour se justifier auprès du pape.
En 1832, deux ans seulement avant la dissolution définitive de l'Inquisition, des libéraux espagnols brisèrent sa tombe dans la chapelle du couvent d'Ávila. Ils estimaient qu'il était l'une des pires incarnations de l'intolérance et du fanatisme. Ses ossements auraient été incinérés rituellement de la même manière qu'un autodafé.

## Torquemada dans la fiction

### Littérature
- Dans Les Frères Karamazov de Dostoievski se trouve une parabole célèbre, dans laquelle le Christ revient à Séville, au temps de l'Inquisition espagnole, et se retrouve confronté au Grand Inquisiteur.
- Ein Porträt Torquemadas (Un portrait de Torquemada) de Christian von Aster (2002).

### Théâtre
- Torquemada, une pièce de Victor Hugo.

### Bande dessinée
- Dans Requiem, chevalier vampire, de Pat Mills et Olivier Ledroit, Torquemada est réincarné en loup-garou, réincarnation typique des fanatiques religieux dans l'univers de cette bande dessinée. Il fait parfois, au fil des tomes, office de monture à Claudia Blackwell, personnage clef de cet univers[45].
- Dans Le Triangle secret, tome 5 L’infâme mensonge, de Didier Convard et Pierre Wachs, Torquemada apparait dans son rôle d'inquisiteur.
- Dans le manga Radiant de Tony Valente, le personnage de Torque est inspiré de Torquemada.
- En mai 2019, le scénariste Bernard Swysen et le dessinateur Marco Paulo publient aux éditions Dupuis une vie de Torquemada en bande dessinée (La véritable histoire vraie - n° 3 : Torquemada).

### Cinéma
- Dans La Folle Histoire du monde, un film de Mel Brooks, l'Inquisition (en particulier Torquemada) est tournée en ridicule.
- Dans Le Puits et le Pendule (The Pit and the Pendulum), réalisé par Stuart Gordon en 1991 et inspiré d'une nouvelle éponyme d'Edgar Allan Poe, Torquemada est interprété par Lance Henricksen.
- Dans le film Assassin's Creed, issu des jeux du même nom, il est interprété par Javier Gutiérrez.

### Musique
- Le morceau Torquemada '71 tiré de l'album Witchcult Today (2007) du groupe Electric Wizard parle de Tomás de Torquemada et Elisabeth Bathory, tous deux étant des personnages controversés.
- Le morceau Detonation Boulevard tiré de l’album Vision Thing de Sisters of Mercy fait allusion a Torquemada comme étant similaire au narrateur.

### Jeux-vidéo
- Dans Assassin's Creed Rebellion, RPG stratégique disponible gratuitement sur Android et iOS.